# Dalea scandens
Dalea scandens là một loài thực vật có hoa trong họ Đậu. Loài này được (Mill.) R.T.Clausen miêu tả khoa học đầu tiên.